# Glosar de calculatoare și internet
Acest glosar conține termeni din domeniul internetului, calculatoarelor, telefoniei mobile și inteligenței artificiale.
- 0-day - vulnerabilitate a unui software sau hardware care, de obicei, este necunoscută furnizorului și pentru care nu este disponibil niciun patch sau altă soluție.
- 3G - (Third Generation) generația a treia de tehnologie a comunicațiilor GSM, după 2G și așa-numita 2.5G.
- 4G - (Fourth Generation) generația a patra de tehnologie a comunicațiilor, care oferă internet mobil de mare viteză și de care pot beneficia laptopurile cu o conexiune prin modem USB fără-fir, smartphonurile și alte sisteme mobile; aplicațiile compatibile includ televiziunea mobilă high-definition, televiziunea 3D, sistemele pentru conferințe video.
- .htaccess - (Hypertext Access) fișier de directive pentru server Web Apache; oferă posibilitatea particularizării directivelor de configurare definite in fișierul principal de configurare.

## A
- acces:

- procedeu de căutare, de citire sau de înregistrare a unor date în memoria calculatorului;
- posibilitatea de conectare la Internet, la altă rețea sau la alt sistem.
- acces anonim FTP - (Anonymous FTP) conectare la un site web fără a fi utilizator înregistrat.
- Access Control List (ACL)  - listă prin intermediul căreia sunt stabilite rolurile și acțiunile pe care le pot efectua utilizatorii în cadrul unui sistem IT&C.
- acces de la distanță - accesul unui utilizator la o resursă IT&C prin intermediul unei alte resurse IT&C aflată în afara rețelei locale din care face parte sistemul accesat, de exemplu: prin intermediul Internetului.
- acces neautorizat - accesarea unui sistem IT&C sau a unei rețele fără a deține permisiuni.

- accesare - pătrundere într-o bază de date, în memoria unui computer, într-un program, într-un site web etc. în diverse scopuri.
- ACL - vezi Access Control List.
- acoperire - zona în care un semnal de rețea (cum ar fi Wi-Fi, celular etc.) poate fi recepționat și utilizat eficient; indică aria în care dispozitivele pot comunica fără probleme cu rețeaua.
- activism pe internet - utilizarea tehnologiei comunicațiilor pentru diferite forme de activism în scopul unei mai rapide comunicări dinspre inițiatori și pentru a livra mesajele unei audiențe mult mai mare; alte denumiri: e-activism, lobby electronic, ciberactivism, e-campanii.
- actor cibernetic -  persoană, grup de persoane sau organizație care realizează atacuri cibernetice.
- actualizare - procesul de instalare a modificărilor, îmbunătățirilor sau corecțiilor de securitate în software, sisteme de operare, aplicații sau alte componente ale unui sistem informatic.
- acumulator - dispozitiv care memorează și acumulează datele în vederea prelucrării într-un calculator.
- administrare la distanță - capacitatea de a gestiona și controla un sistem informatic sau o rețea de calculatoare de la o locație diferită, folosind conexiuni de internet sau alte rețele de comunicare pentru a efectua sarcini ca: monitorizarea sistemelor, configurare și actualizare software, gestionarea utilizatorilor, backup, restaurare sau depanarea altor probleme.
- adresă web - locul (care poartă și un nume) unde poate fi găsit un anumit sit web în Internet.
- adserving - vânzarea de către deținătorii paginilor de web de spații de publicitate online în cadrul paginilor respective.
- ADSL - (Asymmetric Digital Subscriber Line) tehnologie care permite transmiterea asimetrică de date digitale pe linie telefonică de cupru, mai rapid decât un modem voiceband convențional; pentru aceasta se utilizează frecvențe care nu sunt utilizate de semnalul vocal digitalizat.
- afectație - instrucțiune care dă o valoare unei variabile.
- afișaj - vizualizare (pe ecranul computerului) a datelor existente, a rezultatelor obținute.
- agendă electronică - dispozitiv electronic sau program care reproduce funcțiile unei agende.
- alfabet - totalitatea simbolurilor care stau la baza unui limbaj de programare.
- alfanumeric:

- care este exprimat prin litere și cifre; exemplu: tastatură alfanumerică;
-  literă sau cifră care face parte dintr-un alfabet de programare.
- ALGOL -  primul limbaj de programare algoritmic, destinat mai ales aplicațiilor științifice, în care informația este exprimată prin notații algebrice, conform legilor algebrei booleene.
- algoritm - procedură de calcul din pași.

- algoritm de baleiere - algoritm care utilizează o dreaptă de baleiere.

- ALOHA - rețea de calculatoare experimentală, instalată la Universitatea din Hawaii, care folosește transmisia radio pentru transferul datelor, fiind prima rețea de acest gen din lume.
- amenințare mixtă - tip de atac cibernetic⁠(d) care combină mai multe tehnici de atac și vectori de răspândire pentru a exploata diferite vulnerabilități într-un sistem sau rețea, cu scopul de a maximiza impactul și dificultatea de detectare.
- amorsă - serie de instrucțiuni care permit introducerea unui program.
- amplificator operațional - amplificator electric utilizat în calculatoarele analogice.
- analist-programator - persoană care studiază problemele ce urmează a fi rezolvate și identifică elementele folositoare tratamentului automat al acestora.
- analiza datelor - proces de inspecție, curățare, transformare și modelare a datelor cu scopul de a descoperi informații utile, de a da concluzii informatoare și de a sprijini luarea deciziilor.
- analiză blockchain - procesul de inspecție, identificare, grupare, modelare și reprezentare vizuală a datelor pe un registru criptografic distribuit cunoscut sub numele de blockchain.
- analizor - orice aparat prevăzut cu un sistem de recepționare și de analiză a unor informații.

- analizor logic - aparat pentru trierea informațiilor venite de la părțile componente ale unui sistem.

- analogic:

- (despre semnale electronice) a cărui valoare poate fi reprezentată printr-o funcție continuă de timp, putând lua o infinitate de valori în domeniul său de variație.
- (despre aparate, dispozitive, instrumente, sisteme; în opoziție cu "digital") care generează, măsoară, prelucrează și stochează astfel de semnale.
- anonymous FTP - vezi acces anonim FTP.
- ANSI - (American National Standards Institute) organizație a grupurilor industriilor americane care colaborează cu comitete de standarde din alte țări pentru a dezvolta criterii ce facilitează schimburile și telecomunicatiile internaționale; cele mai importante realizări ale ANSI sunt: ASCII, SCSI și ANSI.SYS.
- antivirus - program de securitate software care este utilizat pentru prevenirea, detectarea și eliminarea programelor cu potențial dăunător, de exemplu: viruși de calculator, troieni sau programe de tip adware, phishing, spyware etc.
- aplicație software - program conceput pentru o anumită sarcină, cum ar fi: editor de text, navigator web, joc video, spre deosebire de software-ul sistemului.
- arhitectura informațională - designul structural al mediilor de informații partajate; arta și știința organizării și etichetării site-urilor web, a intraneturilor, a comunităților online și a software-ului pentru a sprijini utilizabilitatea și găsirea; și o comunitate emergentă de practică axată pe aducerea principiilor designului, arhitecturii și științei informației în peisajul digital.
- arhitectură a unui calculator - modul în care subansambele hardware (unitatea de comandă și control, unitatea aritmetico-logică, unitatea de memorie internă, unitatea de memorie externă, unitățile de intrare-ieșire) sunt conectate fizic.
- arhitectură Transformer - model de rețele neuronale utilizat în prelucrarea limbajului natural (NLP) și în alte domenii care implică secvențe de date.
- a rond - semnul @ utilizat în eticheta unei adrese electronice, fiind plasat între numele utilizatorului și cel al serverului.
- artă computerizată (sau artă pe calculator) - activitate creativă bazată pe utilizarea de informații care au ca rezultat opere de artă în format digital.
- AS - vezi sistem autonom.
- ASCII - mod de codificare în sistem binar a caracterelor din care sunt compuse textele.
- ASL - jargon utilizat pe chat pentru age/sex/location (vârstă/sex/adresă).
- atac cibernetic⁠(d) -  acțiune ostilă întreprinsă de către un individ sau o grupare cu scopul de a compromite, deteriora sau obține acces neautorizat la sisteme informatice, rețele de calculatoare sau date digitale; vezi și actor cibernetic.
- atașament de e-mail - (attachment) orice fișier legat de un mesaj e-mail.
- attachment - vezi atașament de e-mail.
- audiobook - ("carte audio") înregistrarea pe suport audio a unui text literar, realizată de autor sau de actori profesioniști; sinonim: carte vorbită.
- autentificare - procesul prin care identitatea⁠(d) unei persoane, a unui sistem sau a unei entități este verificată pentru a asigura accesul autorizat la resurse digitale, cum ar fi aplicații, rețele, baze de date sau dispozitive; vezi și identitate digitală⁠(d).

- autentificare cu mai mulți factori - metodă de autentificare electronică în care unui utilizator a calculatorului i se acordă acces la un site web sau la o aplicație numai după prezentarea cu succes a două sau mai multe dovezi.

- avatar - imagine miniaturizată (persoană, obiect, animal) special aleasă de un utilizator pentru a-l reprezenta pe internet (folosit destul de des pe forumuri).

## B
- backbone:

- porțiune a unei rețele de comunicații care suportă traficul cel mai intens;
- sistem principal de cabluri care asigură comunicația între punctele de distribuție precum și comunicația cu camera echipamentelor și punctele de acces în clădire.
- backdoor - software care permite accesul la un sistem informatic ocolind procedurile obișnuite de autentificare.
- background -  imagine sau culoare expusă pe un site sau pe desktop în fundalul câmpului vizual.
- backup - copie a datelor folosită pentru refacerea datelor în cazul pierderii, coruperii sau ștergerii acestora.
- balcanizare - termen care descrie diversificarea în timp a limbajelor de programare sau a formatelor fișierelor.
- bancă de date - vezi bază de date.
- bandwidth - ("lărgime de bandă") volumul de informații ce poate trece printr-un canal de comunicații într-o anumită perioadă de timp; lărgimea de bandă influențează viteza cu care pot fi accesate informațiile și paginile web.
- banner - spațiu de publicitate online de pe un web site și care poate fi un link către site-ul advertiser-ului, un mesaj promoțional sau pentru mai multă informație.
- bază de date - colecție de date organizată pentru a se putea regăsi și actualiza ușor informațiile stocate; altă denumire: bancă de date; vezi și depozit de date.
- bed rotting - termen care se referă la o persoană care petrece o mare parte a zilei pe smartphone sau pe calculator, neglijând activitățile cotidiene.
- BGP - (Border Gateway Protocol) protocolul de rutare folosit în nucleul Internetului și care menține o tabelă cu rețele IP (sau “prefixe”), care arată calea folosită pentru a ajunge la rețeaua respectivă prin diferitele sisteme autonome (SA); BGP nu folosește aceleași metrici ca protocoalele de rutare folosite în interiorul SA-urilor, ci ia decizii bazându-se pe cale și pe politicile de rutare ale SA din care face parte.
- big data - colecție de seturi de date ale căror dimensiuni sunt prea mari și complexe pentru a putea fi gestionate de sistemele de tip bază de date și aplicațiile tradiționale de procesare analitică.
- BIOS - software-ul de bază al unui calculator, care controlează în mod direct modul în care funcționează componentele hardware.
- bit - unitatea de bază pentru cantitatea de informație în comunicații digitale; poate avea doar una din două valori (0 și 1) și prin urmare poate fi pus în aplicare fizic de către un dispozitiv care poate avea doar două stări.
- black hat - vezi hacking malițios.
- bloc - ansamblu de circuite ale unui ordinator îndeplinind aceeași funcție.
- blocare - restricționarea sau limitarea accesului la anumite conținuturi, servicii sau site-uri web de către un furnizor de servicii de internet, un guvern sau o altă entitate autorizată.
- blockchain - listă de înregistrări (sau date) în continuă creștere, numite blocuri, care sunt legate și securizate cu ajutorul criptografiei; vezi și analiză blockchain.
- blog - pagină web creată de o persoană pentru a-și publica opiniile; de obicei este completată zilnic.
- blogroll - listă de bloguri sau de site-uri situată de regulă pe bara laterală a paginilor unui blog.
- bluetooth - rețea personală care conectează telefoanele, computerele și alte dispozitive, pe distanțe scurte, fără ajutorul cablurilor, folosind frecvențe radio de putere slabă.
- bombă zip - fișier arhivat care este conceput în așa fel încât să se decompresese într-un volum extrem de mare de date; este folosit adesea pentru a testa limitele sistemelor de compresie și de decomprimare, dar poate fi folosit și în scopuri malițioase pentru a provoca întreruperi sau a satura resursele sistemului.
- bookmark - ("semn de carte") modalitate de a marca un link, o pagină într-un document etc. pentru a putea regăsit cu ușurință.
- boot(are) - secvența de start a unui computer în vederea detectării sistemului de operare și pornirii acestuia.
- Border Gateway Protocol - vezi BGP.
- bot informatic⁠(d) - agent software care îndeplinește rapid sarcini simple și repetitive.
- bottlenck - parte a unui sistem informatic, a unui proces sau a unui software care limitează performanța generală, încetinind întregul flux de execuție.[necesită citare]
- brain rot - termen care se referă la conținutul de pe internet cu valoare scăzută, repetitiv, superficial sau lipsit de substanță, care poate avea efecte negative asupra minții.
- breșă de securitate - incident în care informații confidențiale, sensibile sau protejate sunt accesate, divulgate, modificate sau distruse fără autorizare, compromițând securitatea unui sistem informatic, a unei rețele sau a datelor utilizatorilor.
- broadband - conexiune foarte rapidă la Internet, de obicei de 10 ori sau chiar mai rapidă în comparație cu o conexiune dial-up.
- browser - interfață grafică pentru accesarea paginilor de web (sinonim: navigator de web).
- browser hijacking - tip de atac informatic⁠(d) în care un program sau o extensie rău intenționată modifică setările browser-ului web fără permisiunea utilizatorului, cu scopul de a redirecționa utilizatorii către site-uri web specifice, adesea pentru a genera venituri din publicitate, pentru a fura informații personale sau pentru a distribui și alte tipuri de malware.
- buclă - secvență a instrucțiunilor unui program, repetabilă în execuție până la îndeplinirea condiției cerute.
- buffer - zonă de memorie centrală a unui ordinator, intermediar de stocaj pentru informațiile transmise de la un organ la altul.
- bug - disfuncționalitate a unui sistem informatic (hardware sau software), cauzată de o eroare/omisiune în proiectare și sesizată ulterior fie de către utilizatorii sistemului respectiv, fie chiar de către producător.

- bug de sintaxă - eroare în scrierea codului, cum ar fi lipsa unui punct și virgulă sau a unei paranteze.
- bug logic - eroare în logica programului, unde codul nu face ceea ce intenționa programatorul.

- bulă magnetică - mic domeniu magnetizat a cărui creare și mișcare pe un suport permite realizarea unei memorii de mare capacitate.
- burare - blocare a alimentării unei mașini electronice cu cartele perforate.
- burstiness⁠(d) - caracteristică a distribuției de informații, care indică faptul că acestea sunt grupate în perioade scurte și intense de transmitere (numite "burst-uri"), intercalate cu perioade mai lungi de inactivitate.
- bus - cale de dirijare a informațiilor.
- byte - unitate de informație care reprezintă o succesiune de opt biți și care constituie cea mai mică unitate de memorie adresabilă; sinonim: octet.

## C
- C (limbaj de programare) - limbaj de programare de nivel înalt, dezvoltat inițial în vederea generării unor părți ale sistemului de operare UNIX pentru atingerea portabilității pe diferite sisteme de calcul; sunt cunoscute variantele Borland (Turbo) C și Microsoft C.
- C++ - limbaj de programare de nivel înalt, derivat din limbajul C și prezentând caracteristici specifice limbajelor orientate pe obiect.
- cablu torsadat - (abreviere: UTP) tip de cablu în care doi conductori sunt răsuciți unul în jurul celuilalt în scopul anulării interferenței electromagnetice ce cauzează diafonie.
- Calamares - instalator de sistem independent și distro-agnostic liber și cu sursă deschisă    pentru distribuții Linux.
- cablu patch - cablu electric sau optic, de lungime de obicei mică, cu conectori la capete, care se folosește pentru conectarea echipamentelor terminale între ele sau cu prizele de perete sau din dulap.
- cache - vezi memorie cache.
- CAD - vezi: proiectare asistată de calculator.
- cadrare - operație de poziționare a ordinelor zecimale ale unui număr în memoria calculatorului electronic, pentru efectuarea calculelor.
- calculator - vezi ordinator.

- calculator de buzunar - calculator de dimensiuni foarte mici, destinat publicului larg pentru efectuarea unei game de probleme matematice limitate.
- calculator grafic - dispozitiv mobil specializat în procesarea și afișarea graficelor, a diagramelor, a datelor și a altor informații vizuale.

- calcul paralel - execuția în paralel pe mai multe procesoare a acelorași instrucțiuni, sau și a unor instrucțiuni diferite, cu scopul rezolvării mai rapide a unei probleme, de obicei special adaptată sau subdivizată.
- cale de acces⁠(en)[traduceți] - comandă logică ce direcționează utilizatorul către locația din dispozitiv în care sunt stocate elementele accesate.
- cale de transmisie - ansamblu de mijloace folosite pentru transmiterea unilaterală sau bilaterală, la distanță, a unui flux de informații.
- cameră de chat - spațiu virtual⁠(d) în care utilizatorii pot comunica între ei în timp real⁠(d), folosind mesaje text⁠(d), imagini, fișiere multimedia sau chiar și comunicare vocală și video; poate fi furnizat de platforme online, cum ar fi site-uri web, aplicații mobile sau programe de mesagerie instantanee.
- canal - cale de acces a informațiilor într-un computer (sistem electronic de calcul).
- cantitate de informații:

- numărul simbolurilor fizice utilizate într-o operație de înregistrare, prelucrare sau transmisie;
- produsul dintre numărul mediu de simboluri emise de o sursă într-un interval dat și entropia informațională.
- capacitate a memoriei - capacitate maximă de date pe care o poate stoca un calculator, exprimată în kiloocteți și megaocteți
- caption - textul inclus în headerul unui mesaj outdoor; mesajul-text cel mai vizibil pe un afiș.
- CAPTCHA - metodă automată prin intermediul căreia se determină dacă utilizatorul unui software este o persoană sau un bot.
- captură de ecran - (în engleză" screenshot, screen capture) imagine statică ce surprinde conținutul (sau o parte din acesta) afișat la un moment dat pe ecranul unui dispozitiv.
- caracter - cifră corespunzătoare unor litere, cifre, semne și care alcătuiesc alfabetul unui limbaj de programare.

- caracter alfanumeric - caracter format din cifre, litere și semne speciale; datele de acest tip pot suporta operații echivalente cu cele din cazul șirurilor de caractere.

- card de memorie - dispozitiv de mici dimensiuni, creat pentru a stoca informații și utilizat în dispozitive mobile.
- carte audio (sau carte vorbită) - vezi audiobook.
- cartelă magnetică - dreptunghi din material plastic, acoperit cu substanță magnetică, pe care poate fi înregistrată informația prin magnetizarea unor zone de suprafață într-un cod prestabilit.
- cartelă perforată - suport de informație, imprimat special, folosit în sistemele de prelucrare automată a datelor și reprezentat printr-un carton dreptunghiular de dimensiuni standardizate, pe care datele sunt trecute cu ajutorul unui cod de perforații.
- cartelă SIM - ("Subscriber Identification Module") card portabil de memorie montat în telefonul mobil, care conține codul de identitate al utilizatorului și date personale relevante.
- casetă magnetică - bandă magnetică încapsulată într-o carcasă din material plastic, folosită ca memorie auxiliară pentru echipamentele de calcul.
- căutare semantică⁠(d) - abordare a căutării informațiilor care încearcă să înțeleagă semnificația sau intenția din spatele cuvintelor căutate și să ofere rezultate de căutare relevante și utile pentru utilizatorii finali.
- CD-ROM - disc compact cu lectură laser, care are o mare capacitate de a stoca imagini și sunete.
- cenzura Internetului  -controlul sau suprimarea publicării/accesului la informații pe Internet și care poate fi realizată de către guverne sau organizații private, la ordinul guvernului, autorităților de reglementare sau din proprie inițiativă.
- chat - activitate pe Internet, prin care, cu ajutorul unor aplicații, utilizatorii pot comunica în timp real, cu sau fără posibilitatea de contact vizual.

- chatbot - program de inteligență artificială care simulează conversația interactivă umană, folosind fraze de utilizator cheie pre-calculate și semnale auditive sau bazate pe text.
- chat room - spațiu special creat pe Internet unde au loc discuții între utilizatori, pe anumite teme.

- cheie cu cifru - sistem după care se înlocuiesc literele și cifrele reale cu altele convenționale pentru ca textul să nu fie înțeles de alte persoane.
- Chinese wall - metodă de control al accesului la informații sensibile în cadrul unei organizații sau între organizații diferite, pentru a preveni conflictele de interese sau scurgerile de informații⁠(d) confidențiale.
- ciberactivism - vezi activism pe internet.
- cibernetică - știință care se ocupă cu studiul matematic al legăturilor, comenzilor și controlului în sistemele tehnice și în organismele vii, pentru proiectarea și construirea mașinilor și aparatelor electronice, capabile să efectueze diferite operații; știința conducerii.
- ciberspațiu - vezi cyberspace.
- ciberterorism - reprezintă utilizarea mijloacelor tehnologice de informare, de comunicare, informatice, electronice sau similare cu scopul de a genera teroare sau frică generalizată; vezi și hărțuire cibernetică.
- circuit informațional - cale parcursă de o informație, din momentul producerii până la clasarea sau distrugerea sa, în cadrul unui sistem informațional.
- click - acțiunea de a apăsa unul din butoanele mouse-ului în timp ce cursorul este poziționat pe una din imaginile afișate pe ecranul calculatorului; aceasta permite selectarea unei imagini, a unui fișier sau document sau inițierea unor comenzi.
- clicker automat - tip de software sau macrocomandă care poate fi folosit pentru a automatiza clicurile mouse-ului pe un element al ecranului computerului.
- clipboard -  zonă tampon de memorie temporară cu ajutorul căreia se face schimb de informații (text, imagini etc.) între diverse aplicații Microsoft Windows sau în cadrul aceluiași document; în această memorie, informațiile sunt păstrate temporar, numai în timpul unei sesiuni de lucru Windows.
- clip video - înregistrare video, de scurtă durată, care, de regulă, ilustrează o melodie sau o reclamă; sinonim: videoclip.
- cloud computing - set de tehnologii și servicii care permit accesul și stocarea datelor și aplicațiilor pe internet, în loc să fie stocate local pe un computer sau server, deci resursele hardware și software sunt oferite ca serviciu pentru utilizatorii finali.
- cod - set de instrucțiuni scrise într-un limbaj de programare pe care un computer îl poate înțelege și executa; este creat de programatori pentru a îndeplini diverse sarcini sau pentru a rezolva probleme specifice.

- cod binar - sistem bazat pe două elemente și care corespunde sistemului de numerație binar; stă la baza codificării informației digitale.
- cod complementar - metodă de reprezentare binară a numerelor întregi în calculator în virgulă fixă; sinonim: complement față de doi.
- cod direct - modalitate de scriere a unui număr prin care în cifra-semn se scrie 0, dacă numărul este pozitiv și 1 dacă este negativ, iar în partea de valoare se înscrie numărul în sistemul binar; sinonim: cod mărime și semn.
- cod invers - modalitate de scriere a unui număr, în care, dacă acesta este pozitiv, se procedează ca la codul direct, iar, dacă este negativ, se inversează fiecare cifră binară, adică 1 devine 0 și 0 devine 1.
- cod mărime și semn - vezi cod direct.

- codec:

- hardware sau software ce comprimă sau decomprimă programe sau fișiere audio sau video;
- dispozitiv codor/decodor care convertește (transformă) semnale video în/din digital pentru transmisia datelor.
- compatibilitate inversă - capacitatea unui software, hardware sau sistem de a funcționa corect cu versiuni mai vechi ale aceluiași produs sau de a rula fișiere și aplicații dezvoltate pentru o versiune anterioară.
- competențe digitale - combinație de abilități, cunoștințe și atitudini legate de utilizarea tehnologiei informației și comunicării.
- compilator - program software care traduce codul sursă scris într-un limbaj de programare de nivel înalt într-un limbaj de nivel inferior, de obicei cod mașină sau cod intermediar, care poate fi executat direct de către un computer.
- complement față de doi - vezi cod complementar.
- computer -  aparat electronic dotat cu memorie și cu mijloace multiple de tratare a informațiilor; vezi și ordinator.
- computerizare - integrare și utilizare a tehnologiei informatice pentru eficientiza diverse activități, procese și sisteme și care constă în: automatizarea proceselor, digitizarea informațiilor, crearea și utilizarea de baze de date, utilizarea și dezvoltarea aplicațiilor software.
- comutare de pachete – cea mai răspândită tehnică folosită în transmiterea datelor în rețelele de arie largă.
- comutator de rețea - vezi switch.
- conectivitate - capacitatea dispozitivelor de a se conecta și comunica între ele printr-o rețea; aceasta include toate formele de acces la rețea, fie prin cablu, fie wireless, și implică transferul de date între dispozitive locale sau către servere la distanță pe internet.
- cookie - fișier de date, cu dimensiune redusă, stocat în computerul personal de către anumite site-uri și care conține informații pe care site-urile Web le pot utiliza pentru a urmări parole de acces, liste cu paginile online vizitate recent, precum și data la care au fost accesate anumite adrese online.
- coprocesor - microprocesor care suplimentează funcțiile procesorului primar (master), fie prin descărcarea unei părți din munca acestuia, fie prin furnizarea de anumite operații suplimentare de prelucrare.
- Covery - platformă internațională de gestionare a riscurilor și analiză, specializată în protecția antifraudă, prevenirea rambursării, monitorizarea tranzacțiilor în timp real.
- CPU - vezi unitate centrală de prelucrare.
- creator de conținut - utilizator care răspunde de contribuția informațiilor la orice mass-media și mai ales la mediile digitale.
- credențiale - elemente utilizate pentru accesul la informații sau alte resurse din cadrul unui sistem IT&C; exemple: perechi de tip nume de utilizator – parolă sau date biometrice (amprentele, recunoașterea vocală, scanarea retinei⁠(en)[traduceți]), certificatele digitale⁠(en)[traduceți] etc.
- criminalitate informatică - activitățile ilegale desfășurate prin intermediul internetului sau al altor rețele informatice; poate include o gamă largă de infracțiuni, de la furtul de date⁠(d) și fraude online⁠(d) până la atacuri cibernetice⁠(d) complexe.
- Cross Site Scripting (XSS) - atac care exploatează o vulnerabilitate ce se regăsește într-o pagină web și care permite unui atacator să introducă linii de cod în paginile web vizitate de alți utilizatori (victime), în scopul obținerii de date cu acces restricționat.
- Crypto Ransomware - tip de ransomware se răspândește prin computer sau rețea căutând în mod special date despre care crede că ar putea fi importante.
- cyberspace (sau ciberspațiu, spațiu cibernetic) - mediul virtual, generat de infrastructurile cibernetice (cum ar fi Internetul), incluzând conținutul informațional procesat, stocat sau transmis de la un calculator la altul, precum și acțiunile derulate de utilizatori în acesta.

## D
- daemon - program care rulează pe un server web pentru a asigura anumite funcții, de exemplu returnarea unui mesaj trimis unui utilizator inexistent, la care adaugă un mesaj de eroare.
- dark fiber - partea de rețea de fibră optică a unui furnizor Internet care nu este necesară pentru necesitățile proprii, fiind astfel disponibilă pentru închirierea către terți.
- darknet - tip de rețea suprapusă ce face parte din rețeaua globală de internet și care poate fi accesat numai cu software specific sau cu porturi non-standard; vezi și Deep Web.
- dark web - conținut  World Wide Web care există pe rețelele darknet, peste  Internetul public, dar care necesită software specific, anumite configurații sau o autorizație de acces; vezi și deep web.
- date conectate - datele structurate care sunt legate între ele prin relații semantice și sunt interconectate într-un mod care permite procesarea automată și accesul ușor la informații; sunt utilizate în domenii precum web-ul semantic, căutarea semantică, analiza datelor, inteligența artificială și alte domenii care necesită procesarea automată a datelor complexe.
- dating online - serviciu realizat prin intermediul rețelelor de socializare care permite indivizilor, cuplurilor sau grupurilor să comunice și să dezvolte o relație romantică sau sexuală.
- DDR SDRAM - tip de memorie cu acces aleator (RAM), al cărei nume provine de la tehnica transferării datelor atât pe frontul crescător, cât și pe cel descrescător al semnalului de ceas (Double Data Rate).
- deb - format de fișiere, precum și extensia formatului pachetului program pentru distribuția Linux Debian și derivatele sale.
- deep net- vezi deep web.
- deep web - conținut  World Wide Web care nu este indexat de motoarele de căutare standard; alte denumiri: Deepnet, Invisible Web, Undernet, Hidden Web; vezi și dark web, darknet.
- defensivă în profunzime - strategie de protecție cibernetică care presupune utilizarea mai multor straturi de securitate — tehnice, administrative și fizice — pentru a proteja sistemele, rețelele și datele împotriva atacurilor cibernetice⁠(d).
- depanare -  procesul de căutare și fixare a erorilor de program.
- depozit de date - bază de date creată pentru a facilita crearea de rapoarte și analiza datelor colectate din multiple surse.
- desktop:

- computer de birou;
- ecranul principal de afișare, interfața grafică cu utilizatorul constând în pictograme ce reprezintă fișiere.
- dial-up - tip de conexiune la Internet de viteză mică, realizată prin intermediul unei linii telefonice și un modem analogic.
- difuzare în direct pe internet - difuzarea de videouri sau mesaje audio⁠(d) în timp real⁠(d); sinonim: live streaming.
- digitalizare - procesul de conversie a informațiilor dintr-un format fizic sau analogic într-un format digital; ceea ce permite stocarea, manipularea și accesarea informațiilor utilizând tehnologia digitală⁠(d).
- Digital Subscriber Line -  ("linie de abonat digitală") tehnologie de transmitere digitală a datelor cu mare viteză, pe linii de telefon analogice, obișnuite; abreviere: DSL.
- "dir" - comandă folosită pentru listarea fișierelor și directoarelor din calculator.
- directór - structură de catalogare a unui sistem de fișiere care conține referințe la alte fișiere din calculator și, eventual, alte directoare.
- display:

- terminal de ieșire (periferic) al unui calculator cu ajutorul căruia se pot vizualiza operațiile, informația fiind prezentată necodificat; sinonim: monitor;
- afișaj electronic care conține un grup de cifre, folosit la instrumentele de măsură.
- dispozitiv de intrare - piesă de echipament folosită ca să ofere date și signale de control unui sistem de procesare a informației (computer).
- diviziune digitală - (în politică și sociologie) discrepanța dintre populația (persoanele, instituțiile etc) care are (au) acces la  tehnologia informațională digitală și beneficiază de avantajele acesteia, și, pe de altă parte, persoanele care nu au acces la această facilitate.
- doomscrolling - comportamentul de a derula în mod compulsiv⁠(d) știri negative sau conținut alarmant pe internet, în special pe rețelele sociale, cu consecințe negative ca: concentrarea pe știri negative⁠(d) (a căror frecvență este sporită de algoritmii rețelelor sociale⁠(d)), efecte asupra sănătății mentale⁠(d) (anxietate, stres, pesimism).
- doxware - tip de ransomware amenință cu publicarea unor informațiilor sensibile (cum ar fi fotografii sau videoclipuri compromițătoare, informații de identificare personală sau date financiare) dacă răscumpărarea nu este plătită.
- drag and drop - modalitate prin care se poate muta un fișier sau un text în memoria unui calculator dintr-un spațiu în altul prin intermediul mouse-ului.
- drepturi digitale - drepturile omului ce permit indivizilor accesul, utilizarea, crearea și publicarea conținutului digital sau să acceseze și să utilizeze calculatoare si alte dispozitive electronice sau rețele de comunicații; vezi și gestiunea drepturilor digitale.
- DSL - vezi: Digital Subscriber Line

## E
- e-activism - vezi activism pe internet.
- e-campanii - vezi activism pe internet.
- echivoc - măsură a efectului perturbațiilor asupra comunicațiilor prin canale, exprimând cantitatea de informație care rămâne netransmisă din cauza perturbațiilor.
- efect de observator - modul în care procesul de observare sau de măsurare a unei entități dintr-un sistem de calcul poate afecta comportamentul sau starea acelei entități sau a sistemului în ansamblu.
- efectul Streisand - creșterea interesului pentru o informație propagată pe rețelele sociale, ca urmare a încercării de a o ascunde sau suprima.
- e-mail - sistem pentru transmiterea sau primirea de mesaje prin Internet, mesajele individuale trimise prin aceste sisteme; sinonime: mail, poștă electronică.
- Email Marketing - formă de marketing direct, care integrează strategii și tactici folosite pentru a crea și distribui conținut prin e-mailuri cu scopul de a crea relații între brand și clienți, sau pentru a trimite informații și actualizări de natură promoțională.
- entropie informațională:

- mărime fundamentală în teoria informației, care indică cantitatea de informație raportată la un element al mesajului transmis;
- grad de incertitudine al apariției unui semnal în procesul de comunicare; și care crește odată cu incertitudinea receptorului cu privire la răspunsul așteptat.
- era informațională -  termen care indică faptul că epoca contemporană va fi caracterizată de capacitatea oamenilor de a transmite informație fără restricții și de a avea acces la informație la un mod care era imposibil în trecut; vezi și revoluție informatică.
- eroare de hardware - defecțiune sau o problemă care apare la nivelul componentelor fizice ale unui sistem de calcul; exemple: defecte ale hard disk-ului, probleme cu memoria RAM, cu dispozitivele periferice, defecțiuni ale plăcii de bază, ale procesorului, ales sursei de alimentare, ale unităților optice.
- eroare de program - defect sau avarie într-un program care generează un rezultat incorect.
- Ethernet - sistem de protocoale de rețele de calculatoare bazată pe transmisia cadrelor (frames) și utilizată la implementarea rețelelor locale de tip LAN; se definește printr-un șir de standarde pentru cablare și semnalizare electrică aparținând primelor două niveluri din Modelul de Referință OSI – nivelul fizic și legătură de date.
- EXE - extensie care marchează un fișier ce conține un program direct executabil, a cărui lansare nu depinde de altă componentă software care să proceseze informația existentă.
- extensie (de fișier) - combinație de maxim trei caractere separate de numele de fișier prin caracterul "." și care este prezentă la sfârșitul numelui de fișier, fiind utilizată pentru a specifica tipul fișierului precum și a informațiilor conținute în acel fișier.
- externalizare online - încredințarea sau delegarea către firme specializate a unor servicii, care sunt plătite și livrate pe Internet.
- extragerea de cunoștințe din date - proces de analiză a unor cantități mari de date și de extragere a informațiilor relevante din acestea folosind metode matematice și statistice.

## F
- FAQ - (acronim pentru Frequently Asked Question - "întrebări puse frecvent") colecție de răspunsuri la întrebări frecvente dintr-un anumit domeniu, destinate în special începătorilor.
- feedback - conexiune inversă într-un sistem cibernetic în scopul menținerii stabilității și echilibrului acestuia față de influențe exterioare.
- fiabilitate - capacitatea unui sistem software sau hardware de a funcționa corect și consistent pe o perioadă de timp specificată, în condiții de operare normale.
- Fiber To The Building - vezi FTTB.
- file sharing - vezi partajare de fișiere.
- File Transfer Protocol - vezi FTP.
- filigran digital⁠(d) -  tehnică de securitate a datelor⁠(d) care implică adăugarea unor informații suplimentare la un fișier, cum ar fi o imagine sau un document, pentru a confirma autenticitatea și integritatea acestuia sau pentru a proteja drepturile de autor.
- firewall - (în română: paravan) dispozitiv care filtrează sau criptează traficul între diferite domenii de securitate, cu scopul de a împiedica accesul neautorizat la rețea din exteriorul acesteia și a preveni coruperea datelor.
- fișier - colecție de date stocate pe un suport magnetic extern și identificate printr-un nume și printr-o extensie de nume opțională.

- fișier batch - fișier text din MS-DOS, OS/2 sau Windows care conține o secvență de comenzi destinate a fi executate de un interpretor de comandă.
- fișier text - tip de fișier în care datele sunt stocate ca o secvență de caractere, într-o codificare predefinită (de obicei ASCII, dar mai recent și Unicode).

- flux de știri - secvență continuă de articole, actualizări sau informații despre evenimente, subiecte sau subiecte de interes, furnizate de site-uri web de știri, rețele sociale sau alte platforme online, prezentate într-un mod cronologic sau într-un format care permite utilizatorilor să consume și să acceseze aceste informații în mod constant și actualizat.
- Free On-line Dictionary of Computing - dicționar enciclopedic din domeniul informaticii, cu acces gratuit.
- friend-to-friend - denumire pentru rețelele anonime peer-to-peer (P2P), în care pot comunica doar utilizatorii care se cunosc reciproc.
- FTP - (File Transfer Protocol = "Protocolul pentru transfer de fișiere") protocol utilizat pentru accesul la fișiere aflate pe servere din rețele de calculatoare particulare sau din Internet; numeroase servere de FTP din toată lumea permit să se facă o conectare la ele de oriunde din internet, și ca fișierele plasate pe acestea să fie apoi transferate (încărcate sau descărcate).
- FTTB - (Fiber To The Building) termen folosit pentru o rețea de calculatoare care folosește cabluri de fibră optică de la nodul de distribuție până la clădirea în care este clientul.
- furnizor de Internet - (Internet Service Provider, ISP) firmă sau o organizație care oferă servicii de acces la internet și rețele de servere (poștă electronică, știri, web etc.).
- furt de identitate - formă de criminalitate informatică ce constă în obținerea și utilizarea fără drept a credențialelor sau elementelor de autentificare ale altei persoane, obținând acces neautorizat la un sistem sau infrastructură IT&C, pentru a comite fraude, a accesa conturi, a realiza tranzacții financiare sau a desfășura alte activități ilegale în mediul virtual.

## G
- gateway - (pasarelă, poartă de acces) punct din rețea care servește ca intrare într-o altă rețea, permițând conectarea unor rețele de calculatoare, protocoale de comunicații și autorități diferite și astfel mai multe calculatoare pot avea acces la Internet.
- gazdă (sau calculator ~) - calculator care permite utilizatorilor accesul la Internet sau la anumite resurse partajate; exemplu: Bulletin board system.
- GDDR SDRAM - tip de memorie video (SDRAM) cu rată dublă de date (DDR), special concepută pentru utilizarea cu plăcile video și care înlocuiește VRAM și WRAM; altă denumire: Graphic DDR SDRAM.
- GDPR - vezi Regulamentul General pentru Protecția Datelor.
- gemeni digitali - replici în spațiul virtual al persoanelor și obiectelor din lumea reală.
- generative pre-trained transformer - (GPT) model de limbaj bazat pe rețele neuronale profunde, care este antrenat în prealabil pe o cantitate mare de texte, pentru a genera texte noi și coerente într-un mod aproape uman.
- GeoTIFF - standard de metadate dim domeniu public care permite încorporarea informațiilor de georeferențiere într-un fișier TIFF.
- gestiunea drepturilor digitale - tehnologii de controlare a accesului la fișiere text, audio, video ș.a., folosite de producătorii de aparate electronice, editorii și deținătorii de copyright, pentru a limita utilizarea mediilor și dispozitivelor digitale; vezi și drepturi digitale.
- GIF - extensie care marchează un fișier de mărime redusă (în special imagine de tip schemă, desen), care suportă și animații.
- GIS, fișier ~ - standard de codificare a informațiilor geografice într-un fișier digital, creat de agențiile de cartografiere guvernamentale (cum ar fi USGS sau National Geospatial-Intelligence Agency) sau de dezvoltatorii de software GIS.
- Google - motor de căutare pe Internet al companiei Google Inc., aflat pe primul loc în preferințele utilizatorilor.

- Google Chrome - navigator web dezvoltat de către compania Google.
- Google Docs Editors - serie de programe de productivitate, bazate pe web, oferite de Google în cadrul serviciului Disc Google.
- Google Inc. - corporație americană multinațională care administrează motorul de căutare pe Internet cu același nume, una dintre cele mai puternice mărci globale.
- Google Sites - (sau Site-uri Google) wiki structurat și un instrument de creare a paginilor web inclus ca parte a suitei gratuite bazată pe web Google Docs Editors.
- Google Voice - serviciu de telefonie folosit pentru redirecționarea apelurilor și servicii de mesagerie vocală, mesaje vocale și text pentru utilizatori Google.

- GPT - vezi generative pre-trained transformer,
- GPU - vezi unitate de procesare grafică.
- granularitate⁠(d) - în analiza datelor, nivelul de detalii al datelor utilizate în procesul de analiză; este o măsură a cât de des sau cât de fin sunt înregistrate și reprezentate datele.
- grafică digitală - grafică realizată cu ajutorul computerului.
- Graphic DDR SDRAM - vezi: GDDR SDRAM.
- GRASS GIS - software pentru sistemul de informații geografice (GIS) utilizat pentru gestionarea și analiza datelor geospațiale, prelucrarea imaginilor, producerea graficelor și hărților, modelării spațiale și temporale și vizualizare; denumire completă: sistem de asistență pentru analiza resurselor geografice.

## H
- hacking - procesul de exploatare a vulnerabilităților unui sistem informatic sau a unei rețele pentru a obține acces neautorizat, a manipula date sau a perturba funcționarea acestuia; poate implica diverse tehnici, inclusiv modificarea codului sursă, spargerea parolelor⁠(d), injectarea de cod malițios, utilizarea de viruși, troieni sau alte metode pentru a accesa resurse fără permisiune.

- hacking etic (white hat) - hacking realizat de specialiști în securitatea informației, care sunt angajați pentru a identifica vulnerabilitățile și pentru a proteja sistemele informatice.
- hacking malițios (black hat) - hacking realizat cu intenții ilegale, pentru a obține câștiguri financiare, informații confidențiale sau pentru a provoca daune.

- halucinație⁠(d) - experiență falsă generată de sistemul de inteligență artificială, care nu are o bază reală în datele de intrare, rezultând din modele greșite generate din aceste date.
- hard(ware) -  ansamblu de elemente (circuite, mașini, dispozitive) care compun un calculator electronic.
- hashtag - modalitate de etichetare, folosind semnul #, a unor idei, concepte, stări care au legătură cu o postare pe o rețea de socializare; vezi și tag.
- Hidden Web - vezi Deep Web.
- High Bandwidth Memory - interfață de memorie RAM de înaltă performanță cu circuite integrate tridimensionale (3D IC) la care memoria este amplasată deasupra unui strat conectiv intermediar, numit interposer; alte denumiri:  memorie cu lățime de bandă înaltă sau memorie pe mai multe niveluri.
- hijacking - tip de atac cibernetic în care atacatorul preia controlul unei comunicații dintre două entități cu scopul de a obține acces neautorizat; vezi și furt de identitate.
- hiperlink - conexiune de la o pagină web către o altă pagină web și care poate fi reprezentată printr-un text sau imagine.
- Home Page - (pagina gazdă):

- pagină desemnată de utilizator să fie afișată pe monitor la deschiderea unui browser;
- pagina web a unui site care îndeplineste rolul unei pagini de primire, cuprinzând referințe spre fiecare din secțiunile acelui site și la care utilizatorul se poate întoarce oricând pentru a continua navigarea pe Internet.
- hostname - nume asignat unui dispozitiv IT&C pentru identificarea acestuia în cadrul unei rețele.
- HTML - (HyperText Markup Language) limbaj de marcare utilizat pentru crearea paginilor web ce pot fi afișate într-un browser, fiind permisă prezentarea de link-uri, paragrafe, fonturi, tabele etc.
- http - (Hypertext Transfer Protocol) metoda cea mai des utilizată pentru accesarea informațiilor în Internet care sunt păstrate pe servere World Wide Web (www), informația trimisă la destinație putând fi un document HTML, un fișier grafic, de sunet, animație sau videoclip, de asemenea un program executabil pe server-ul respectiv sau și un editor de text.
- HTTPS - protocolul HTTP încapsulat într-un flux SSL/TLS care criptează datele transmise de la un browser web la un server web, cu scopul de a se oferi o identificare criptată și sigură la server.
- hub - dispozitiv utilizat în cadrul unei rețele ca punct de conexiune comun pentru alte dispozitive.
- HyperText Markup Language - vezi HTML.
- Hypertext Transfer Protocol - vezi http.

## I
- IBM POWER - arhitectură de seturi de instrucțiuni (ISA) dezvoltată de IBM.
- identificator uniform de resurse - vezi Uniform Resource Identifier.
- identitate digitală⁠(d) - reprezentarea electronică a informațiilor și caracteristicilor unei persoane, organizații sau entități într-un sistem informatic sau pe internet și care constă dintr-un ansamblu de date și atribute care permit identificarea și autentificarea acestuia.[1]
- IMAP - (Interactive Mail Access Protocol) protocol care permite accesul la mesaje din folderele de e-mail de pe un server și care, spre deosebire de POP3 (care este proiectat pentru a transfera și șterge e-mail-urile de pe server) le poate stoca pe server pentru a putea fi oricând accesate din orice loc.
- import de date - transfer de date dintr-un program în altul.
- imprimantă - dispozitiv periferic de ieșire prin care calculatorul comunică rezultatele obținute prin intermediul unui suport de informație: hârtia; poate fi: cu laser, cu jet de cerneală sau termică.

- imprimantă multifuncțională - ansamblu format dintr-o imprimantă, scanner și copiator.

- indexarea în motoarele de căutare - procesul prin care un motor de căutare analizează, stochează și organizează conținutul paginilor web într-o bază de date, astfel încât acestea să poată fi afișate în rezultatele căutărilor utilizatorilor.
- influencer - persoană activă pe platforme de social media, care are o audiență⁠(d) semnificativă și poate influența opiniile, comportamentele sau deciziile urmăritorilor⁠(d) săi.
- informatică - știință care se ocupă cu studiul prelucrării informației cu ajutorul sistemelor automate de calcul; vezi și teoria informației.
- informație - noțiune centrală a teoriei comunicațiilor și a ciberneticii, desemnând elementele noi în raport cu cunoștințele prealabile, cuprinse în structura unui mesaj, în semnificația unui simbol; vezi și: știința informației, teoria informației.
- informații sensibile⁠(d) - date și informații digitale (cum ar fi: date personale, informații financiare, informații de autentificare și parole⁠(d) și alte date sensibile legate de securitatea cibernetică) care, în cazul accesului neautorizat, divulgării sau utilizării incorecte, pot avea consecințe negative sau prejudicii semnificative pentru utilizatori, organizații sau entități.
- inginerie software - domeniu care are ca obiectiv dezvoltarea, proiectarea, implementarea și testarea de software, cu următoarele categorii de activități: analiza și definirea cerințelor software, proiectarea arhitecturii software, dezvoltarea codului sursă, testarea și validarea software-ului, implementarea și livrarea acestuia, mentenanța și îmbunătățirea continuă a software-ului.
- instalare de software - procesul prin care un program sau aplicație este copiat și configurat pe un sistem de calcul (computer, smartphone, tabletă etc.) astfel încât să poată fi folosit și executat.
- instrucțiune - unitate sintactică a programului unui calculator, conținând informația și indicând operația de efectuat.
- interactivitate – facilitate prin care utilizatorul poate interveni și modifica derularea aplicației după propria dorință.
- interconectare - conectarea diferitelor dispozitive, rețele și sisteme pentru a permite schimbul de informații între ele și aceasta prin intermediul diferitelor tehnologii și protocoale, cum ar fi rețelele de calculatoare, internetul, rețelele de telefonie mobilă, rețelele wireless și altele.
- interfață - spațiul de interacțiune dintre două unități, dispozitive componente etc. ale unui sistem, care este compatibil din punct de vedere hardware și software.
- internet - (International Network), rețea internațională unitară de calculatoare, formată prin interconectarea (conform protocoalelelor de comunicare „Transmission Control Protocol” și „Internet Protocol”) rețelelor locale și celor de arie largă independente, destinată să faciliteze schimbul de date și de informații în diverse domenii.
- internet banking - efectuare de operații bancare la distanță prin intermediul internetului.
- Internet Exchange Point (IXP sau IX) - infrastructură care permite mai multor furnizori de internet să schimbe traficul între rețelele proprii în mod liber (fără costuri) sau pe baza unor înțelegeri, evitând folosirea unei părți din banda de internet livrată de furnizorii lor.
- Internet Protocol - vezi Protocol pentru Internet.
- Internet Service Provider - vezi furnizor de Internet.
- intimitate - capacitatea unui utilizator de internet sau a unui grup de a se izola sau de a izola informațiile cu caracter personal, exprimându-se astfel selectiv; vezi și drepturi digitale.
- intrare/ieșire - comunicarea dintre un calculator și exterior.
- Invisible Web - vezi Deep Web.
- IP - vezi Protocol pentru Internet.
- IP grabber - aplicație sau un serviciu online care este folosit pentru a obține adresele IP ale utilizatorilor fără consimțământul acestora; poate fi folosit abuziv pentru a afla adresele IP ale altor utilizatori în scopuri neautorizate, cum ar fi urmărirea, hărțuirea sau chiar atacurile cibernetice.
- ISDN - (Integrated Services Digital Network) normă internațională specifică rețelei telefonice cu comutație de circuite, fiind proiectat să asigure transmisia simultană de voce și de date printr-un cablu, rezultând o îmbunătățire substanțială a calității datelor față de cele oferite în sistemele analogice.
- ISP - vezi furnizor de Internet.

## Î
- încărcare - vezi upload.
- înșelăciune electronică - vezi phishing.

## J
- joc mobil - joc video portabil care este jucat pe un telefon mobil, tabletă, smartwatch sau alte dispozitive portabile media.
- joystick - dispozitiv format dintr-o bază pe care sunt montate o manetă și mai multe butoane de control; prin acționarea acestora se deplasează un obiect pe monitor.
- JPEG - denumirea unei extensii de fișier care se referă la o metodă de compresie a imaginilor fotografice, cu ușoară pierdere a detaliilor.

## K
- keylogger - software de tip malware, care monitorizează și înregistrează ceea ce se introduce de la tastatură pe un dispozitiv IT.

## L
- LAN - (Local Area Network, "rețea locală") ansamblu de mijloace care sunt utilizate pentru a interconecta mai multe calculatoare, cu scopul de a partaja resurse și de a face schimb de informații.
- laptop - computer personal, portabil, cu baterii sau curent electric.
- lărgime de bandă - parametru care indică volumul de informații ce pot fi schimbate între un calculator și Internet și deci viteza cu care pot fi accesate informațiile și paginile web.
- legea întoarcerilor accelerate - teză publicată de Ray Kurzweil cu privire la ipoteza futurologică extrem de radicală numită Singularitatea tehnologică.
- limbaj de programare - sistem de comunicare utilizat de programatori pentru a instrui computerele să execute diverse sarcini; permite crearea de software și constă dintr-un set de reguli și sintaxe⁠(d) care definesc modul în care codul poate fi scris și structurat pentru a realiza operațiuni specifice.
- ListServ - listă de discuții, asemănătoare celor de pe Usenet sau de pe newsgroup-uri, cu deosebirea că toate mesajele sunt trimise prin e-mail.
- live streaming - vezi difuzare în direct pe internet.
- lobby electronic - vezi activism pe internet.
- localizator uniform de resurse - vezi URL.
- locație de memorie - zonă a memoriei unui calculator electronic al cărei conținut poate fi folosit în timpul rulării unui program.
- Locker Ransomware - tip de ransomware care blochează calculatorul în întregime.

## M
- mail - vezi e-mail.
- managementul informațiilor - ciclu de activitate organizațională care conține: achiziționarea de informații de la una sau mai multe surse, găzduirea și distribuirea acestor informații pentru cei care au nevoie de acestea, și în final arhivarea sau ștergerea lor.
- managementul riscului - proces de identificare, evaluare și contracarare a riscurilor la adresa securității cibernetice, bazat pe utilizarea unor tehnici și instrumente complexe, pentru prevenirea pierderilor de orice natură.
- mașină Turing - denumire generică pentru mecanismele extrem de elementare de dispozitive de prelucrare a simbolurilor care pot fi adaptate pentru a simula logica oricărui calculator ce poate fi construit.
- MathML - limbaj de programare pentru descrierea notațiilor matematice și captarea atât a structurii cât și a conținutului acestuia.
- maus - vezi mouse.
- mediu virtual - spațiu digital interactiv generat de un computer, în care utilizatorii pot naviga, explora și interacționa cu obiecte și alte entități simulate.
- memorie - parte a calculatorului în care se înregistrează instrucțiunile, cuvintele, valorile numerice etc. după o codificare prealabilă.

- memorie cache - memorie specială utilizată pentru stocarea temporară a datelor și care asigură accesul rapid la anumite date utilizate frecvent de procese sau componente ale sistemului.
- memorie cu acces aleator - (abreviere RAM) memorie în care se poate scrie și din care se poate citi, care păstrează (doar în timpul funcționării calculatorului, deci este volatilă) programele sistemului de operare și ale utilizatorului.
- memorie cu lățime de bandă înaltă - vezi High Bandwidth Memory.
- memorie de traducere - bază de date care stochează segmente de text care au fost traduse anterior.
- memorie externă - memorie formată din dispozitive de stocare a cantităților mari de date, cum ar fi: hard disk extern sau USB stick.
- memorie internă - memorie care intră în contact direct cu microprocesorul, fiind unitatea funcțională destinată păstrării permanente sau temporare a programelor și datelor necesare utilizării sistemului de operare, formată din două tipuri de memorie: RAM și ROM.
- memorie pe mai multe niveluri - vezi High Bandwidth Memory.
- memorie ROM - memorie nevolatilă care poate fi doar citită, deci conținutul nu poate fi modificat de către utilizator, utilizată în principal pentru a distribui firmware.
- memorie volatilă - memorie de calculator care necesită un flux continuu de energie pentru a menține datele înregistrate; vezi și volatilitate.

- mesagerie instantanee - sistem de comunicare în timp real⁠(d) care permite utilizatorilor să trimită și să primească mesaje text⁠(d), imagini, fișiere multimedia sau alte tipuri de conținut într-un mod rapid și eficient.
- mesaj - lot de informații formând un tot inteligibil sau exploatabil și transmis deodată.
- microprocesor - circuit integrat de mare densitate și complexitate, specializat pentru operații de calcul, comandă și control într-un computer sau alt sistem electronic; vezi și procesor.
- Mobile Remote Acces Tool (Mobile RAT)  - aplicație care permite controlul de la distanță al dispozitivelor portabile (telefon, smartphone, tabletă etc.) și obținerea accesului la resursele dispozitivului; vezi și: Remote Acces Tool.
- monitorizarea comportamentului - (în domeniul securității cibernetice) metodă de supraveghere utilizată pentru a identifica intenții nelegitime de accesare sau executare de programe.
- motor grafic - sistem conceput pentru crearea și dezvoltarea de jocuri video.
- mouse - (sau maus) dispozitiv acționat manual, conectat la calculator, a cărui deplasare pe o suprafață antrenează deplasarea cursorului pe ecranul monitorului.
- MS-DOS - sistemul de operare DOS al firmei Microsoft; supraveghează operațiuni ca input și output de disc, suport video, controlul tastaturii și multe funcții interne legate de executarea programului și întreținerea fișierelor.
- multitasking - executarea de mai multe sarcini simultan sau trecerea rapidă de la un program la altul, fără nicio pauză.

## N
- NACK - vezi NAK.
- NAK - ("Negative AcKnowledgement") - un cod de control, transmis unei stații expeditoare sau computer, de unitatea receptoare ca semnal că informația trimisă a sosit la destinație incorect.
- NAS - vezi Network Attached Storage.
- navigator de web - vezi browser.
- NCP -  ("Network Control Protocol") protocol de control al rețelei.
- Near Field Communication (NFC) - tehnologie ce utilizează frecvențe radio pentru a permite dispozitivelor să comunice între ele prin atingere sau apropiere, la o distanță mai mică de 10 cm.
- netichetă - (netiquette) codul de conduită care trebuie să fie respectat de utilizatorii civilizați ai internetului.
- netiquette - vezi netichetă.
- Network Attached Storage (NAS) - dispozitiv care oferă utilizatorilor din cadrul unei rețele un spațiu centralizat de stocare.
- Neuralink - companie americană de neurotehnologie fondată (printre alții) de Elon Musk, care dezvoltă interfețe creier-calculator implantabile.
- newsgroup - serviciu online ce permite, prin e-mail primirea periodică a unor informații specifice unui anumit domeniu și prin care cei înscriși pot schimba opinii în legătură cu subiectul abordat, uneori chiar în sistem conferință.
- newsletter - instrument utilizat în Email Marketing pentru a promova produse, servicii, conținut, precum articole de blog sau pentru a anunța un eveniment.
- NFC - vezi Near Field Communication.
- NFT - bun digital (aflat pe o platformă blockchain), care nu există fizic, dar care poate fi "achiziționat" de un utilizator, valoarea fiind dată de unicitatea acestuia.
- nomad digital⁠(d) - persoană care lucrează folosind tehnologia informației (în domenii ca: design grafic, programare, scriere, traducere, consultanță, marketing digital⁠(d) sau educație online), fără să fie legată de un anumit loc geografic sau de un program de lucru fix.

## O
- OCR - vezi recunoașterea optică a caracterelor.
- octet - vezi byte.
- offline - stare a unui calculator care nu este momentan conectat la nici un alt calculator în cadrul unei rețele sau la Internet.
- online - stare a unui calculator în intervalul de timp în care este conectat la Internet sau la un alt calculator gazdă.
- Open Geospatial Consortium - (OGC) organizație internațională de standarde, care încurajează dezvoltarea și implementarea standardelor deschise pentru conținut și servicii geospațiale, senzori web și Internetul obiectelor, prelucrarea datelor GIS și partajarea datelor.
- open source, aplicație ~ - orice software al cărui cod este disponibil pentru vizualizare și modificare liberă; sinonim: software cu sursă deschisă.
- ordinator - calculator numeric universal, compus dintr-un număr variabil de unități specializate și comandate de același program înregistrat, care permite efectuarea unor operații aritmetice și logice fără intervenția omului în timpul lucrului și rezolvă probleme de calcul științific, de gestiune a întreprinderilor comerciale sau industriale etc.; vezi și computer.
- OS - vezi sistem de operare.

## P
- pachete – forma prin care circulă informația în rețeaua Internet.
- Parallel ATA - (abreviere PATA) standard de interfață paralelă pentru conectarea în calculator a dispozitivelor hard disk și a unităților de disc optic.
- paravan - vezi firewall.
- partajare de fișiere  - (file sharing) disponibilizarea sau distribuirea de fișiere prin intermediul Internetului.
- PATA - vezi Parallel ATA.
- paywall - barieră sau un sistem de restricționare a accesului la conținutul unei publicații online (site-uri de știri, reviste academice, bloguri sau alte platforme de conținut), care necesită o plată sau un abonament pentru a putea fi vizualizat.
- phishing - e-mail sau website clonat ce are ca scop obținerea unor date confidențiale, cum ar fi credențiale (pentru aplicații de tip Internet banking, aplicații de comerț electronic, carduri de credit etc.) prin folosirea tehnicii de inginerie socială; denumire în română: înșelăciune electronică.
- ping -  instrument de rețea folosit pentru a verifica dacă un anumit calculator poate fi accesat prin intermediul unei rețele de tip IP.
- placă de bază - componentă hardware care conține microprocesorul și diverse circuite integrate auxiliare acestuia.
- platformă media⁠(d) - tehnologie digitală care permite utilizatorilor să acceseze, să vizualizeze, să distribuie și să interacționeze cu conținutul media, cum ar fi video, audio, texte, imagini și alte forme de conținut digital.
- pointer null - valoare specială într-un program de computer care indică faptul că pointerul nu indică vreo locație validă de memorie.
- polimorfism - furnizarea unei singure interfețe de către entități de diferite tipuri sau utilizarea unui singur simbol pentru a reprezenta mai multe tipuri de date diferite.
- poștă electronică - vezi e-mail.
- power user - utilizator de computere, software și alte dispozitive electronice, care utilizează caracteristici avansate ale hardware-ului computerului, care nu sunt utilizate de către utilizatorul obișnuit.
- privilegiu - drept de citire, scriere, ștergere sau execuție conferit unei persoane sau proces în cadrul unui sistem informatic.
- procesare de text(e) - operațiunea de introducere a unui text în computer și de scoatere a corecturilor.
- procesor - echipament sau dispozitiv capabil să execute un set de instrucțiuni, să formeze adresele acestora și să le citească dintr-o memorie care păstrează programul pe durata executării acestuia; vezi și microprocesor.
- program - ansamblu de instrucțiuni codate, într-o anumită succesiune, folosit de un calculator pentru rezolvarea unei probleme; vezi și software.

- program spion - categorie de software rău intenționat, atașate de obicei la programe gratuite, care captează pe ascuns date de marketing, prin analiza siturilor pe care le vizitează utilizatorul și le folosesc apoi pentru a transmite utilizatorului reclame corespunzătoare dar nesolicitate.

- proiectare asistată de calculator - termen aplicat programelor folosite în proiectare, inginerie, arhitectură, bazate pe matematică, care pot crea și obiecte tridimensionale; altă denumire: CAD.
- protocol - operația de dirijare a unui pachet în rețea.

- protocol de comunicații - set de reguli și norme care permite ca două sau mai multe entități dintr-un sistem de comunicații să comunice între ele prin transmiterea de informație printr-un mediu de orice tip prin variația unei mărimi fizice.
- protocol pentru Internet - (Internet Protocol sau IP) protocol de comunicații prin care datele sunt trimise de la un calculator la altul prin intermediul Internetului.
- protocolul TCP (Transmission Control Protocol) – protocol care împarte mesajul în unități de date, numerotează pachetele unui mesaj și reface mesajul la destinație, din pachete; verifică și dacă mesajul a fost transmis corect.
- protocolul pentru transfer de fișiere - vezi FTP.

- proxy - server intermediar pentru conectare externă a unui anumit număr de utilizatori și al cărui rol principal este de a furniza securitate.
- punct de acces fără fir - (wireless access point) dispozitiv hardware de rețea care permite altor dispozitive Wi-Fi să se conecteze la o rețea cu fir sau la o rețea fără fir.

## Q
- QGIS - aplicație pentru sistemele informaționale geografice (GIS) de tip desktop open-source care acceptă vizualizarea, editarea și analiza datelor geospațiale; denumire veche: Quantum GIS.

## R
- RAM - vezi memorie cu acces aleator.
- ransomware - software ilegal care restricționează accesul și utilizarea dispozitivului, prin criptarea conținutului, până când este plătită o recompensă.
- realitate virtuală - ambianțe artificiale create pe calculator care oferă o simulare a realității atât de reușită, încât utilizatorul poate căpăta impresia de prezență fizică aproape reală, atât în anumite locuri reale, cât și în locuri imaginare.
- receptivitate - abilitatea specifică a unui sistem sau unitate funcțională să completeze sarcinile asignate într-o perioadă dată de timp.
- recunoașterea optică a caracterelor - (abreviere: OCR) aplicație prin care o pe pagină dactilografiată sau o imagine conținând text, dupa ce a fost scanată, se realizează recunoașterea caracterelor, pentru a o transforma în fișier text.
- redundanță:

- alocarea unui excedent de resurse care deservesc aceeași funcție în cadrul unui sistem IT&C pentru a se înlocui reciproc;
- utilizarea de conexiuni de rețea suplimentare pentru a asigura continuitatea comunicațiilor în cazul unei defecțiuni a unei legături.
- registru - dispozitiv folosit în calculatoare, destinat păstrării temporare a informației.

- registru distribuit - tip de contabilitate digitală distribuită în care conturile financiare sunt înregistrate în mai multe registre în locuri diferite în același timp.

- regula indicelui de rotație nenul - regulă în grafica digitală bidimensională, implicită în standardul SVG.
- Regulamentul General pentru Protecția Datelor (GDPR) - regulament adoptat de Parlamentul European, Consiliul Uniunii Europene și Comisia Europeană pentru a impune standarde stricte de securitate și confidențialitate aspra modului de operare online, protejând datele personale ale utilizatorilor.
- Remote Access Tool - aplicație malware care permite controlul de la distanță al dispozitivelor și obținerea accesului la resursele dispozitivului și care se poate instala de la distanță, prin accesarea unei pagini web infectate; vezi și: Mobile Remote Acces Tool.
- repetor Wi-Fi - dispozitiv utilizat pentru a extinde acoperirea unei rețele wireless; funcționează prin captarea semnalului Wi-Fi din rețeaua principală și retransmiterea acestuia într-o zonă în care semnalul original este slab sau inexistent.
- resurse - componente hardware sau software disponibile la un moment dat și coordonate prin intermediul sistemului de operare.

- resurse fizice - componentele hardware ale calculatorului care au funcții de prelucrare, păstrare sau transferare a informației (procesorul, memoria internă, dispozitivele periferice)
- resurse logice - componentele software ale calculatorului care au funcții de administrare a resurselor și a datelor, de executare a programelor de aplicație, de organizare și prelucrare a datelor.

- rețea:

-  ansamblu de calculatoare conectate prin cablu, linie telefonică, unde radio, etc., care permite utilizatorilor să acceseze datele de pe oricare calculator;
- Internetul, la nivel mondial.
- rețea de socializare - (social media) rețea informațională de utilizatori internet bazată pe anumite site-uri web la care utilizatorii se pot înscrie și interacționa cu alți utilizatori deja înscriși.
- rețea locală - vezi LAN.
- rețea neur(on)ală - model matematic folosit în inteligența artificială, care imită funcționarea creierului uman și poate fi folosit pentru a învăța modele complexe și a efectua diverse sarcini, precum recunoașterea de imagini sau clasificarea datelor.
- rețea privată virtuală - (sau VPN) rețea privată care permite unui computer să trimită și să primească date peste rețele publice ca și cum ar fi conectat la rețeaua privată, beneficiind în același timp de funcționalitatea, securitatea și politicile rețelei publice.

- rețelistică - domeniul care se ocupă cu proiectarea, implementarea, gestionarea și întreținerea rețelelor de calculatoare, precum și a altor dispozitive ca: servere, routere, comutatoare (switch-uri) și alte echipamente de rețea, să comunice și să partajeze resurse între ele.
- revoltă cibernetică - scenariu în care o inteligență artificială decide că oamenii constituie o amenințare și încearcă să-i distrugă.
- revoluție informatică - termen care descrie tendințele curente din economie, industrie, tehnologie și evenimentele sociale de după Revoluția industrială, care conduc la era informațională.
- rizz - în media de socializare, abilitatea de a atrage pe cineva într-un context romantic, prin farmec personal, carismă sau „vibe” magnetic.
- R (limbaj de programare) -  limbaj de programare și un mediu software gratuit pentru calcule statistice și grafică, susținute de Fundația R pentru Statistică.
- ROM - vezi memorie ROM.
- router - vezi ruter.
- ruter - (router) dispozitiv hardware sau software care conectează două sau mai multe rețele de calculatoare bazate pe "comutarea de pachete" (packet switching).

- ruter portabil - dispozitiv compact care permite conectarea la internet în mod wireless, folosind rețeaua de date mobile a unui operator de telefonie.
- ruter Wi-Fi - hardware de tip ruter care permite dispozitivelor conectate să acceseze internetul fără fir.

## S
- SA - vezi sistem autonom.
- sandbox - mecanism de securitate, conceput pentru a separa programele care rulează, de obicei în efortul de a atenua răspândirea erorilor de sistem sau/și a vulnerabilităților software.
- scalabilitate - capacitatea unui sistem informatic de a se adapta și a crește în mărime, performanță și capacități în funcție de necesitățile și cerințele schimbătoare ale utilizatorilor, de exemplu când crește numărul utilizatorilor și/sau a datelor procesate.
- scareware - tip de ransomware care, panicând utilizatorul, îl determină să achiziționeze un software malițios.
- screencast - înregistrare video digitală care capturează activitatea de pe ecranul unui calculator, de obicei însoțită de o narațiune audio; este utilizată în domeniul dezvoltării software, educației și formării pentru a demonstra procese, a explica concepte tehnice sau a oferi tutoriale⁠(d).
- screenshot sau screen capture - vezi captură de ecran.
- secure electronic transaction - protocol standard pentru securizarea tranzacțiilor cu carduri bancare prin rețele nesigure, specific Internetului.
- securitatea internetului - protecția informațiilor transmise și stocate online, precum și la protecția dispozitivelor conectate la internet împotriva amenințărilor cibernetice⁠(d); include diverse măsuri și practici pentru a proteja confidențialitatea, integritatea și disponibilitatea datelor și a sistemelor informatice.
- secvență de date - o serie ordonată de elemente, cum ar fi caractere, cuvinte, sunete, imagini sau alte tipuri de date; aceste elemente sunt organizate într-un șir sau vector, unde fiecare element reprezintă o parte a unei secvențe mai mari.
- semnătură digitală - schemă matematică folosită pentru a demonstra autenticitatea mesajelor sau documentelor digitale, fiind echivalentul digital al semnăturii clasice.
- semn de carte - vezi bookmark.
- server - computer sau program care conectează utilizatorii din rețea la o sursă centralizată sau la o bancă de date.

- server proxy -  server într-o rețea de calculatoare care acționează ca intermediar între cererile unui client care caută resurse de la serverele care le furnizează și aceste servere.

- serviciu de căutare - funcție care permite căutarea rapidă a informației în rețeaua Web, oferind legături către documente Web atunci când utilizatorul scrie un cuvânt sau mai multe, care descriu subiectul ce îl interesează.
- sesiune de lucru - intervalul de timp dintre pornirea și oprirea calculatorului, perioadă în care în memoria internă sunt aduse programele care vor fi prelucrate de procesor și datele prelucrate de aceste programe.
- set de date - mulțime de date, structurate într-un mod specific pentru a permite accesul și manipularea lor într-un mod eficient, cum ar fi tabele în baze de date relaționale, fișiere CSV⁠(d), fișiere JSON sau fișiere XML.
- shitposting - publicarea de conținut⁠(d) intenționat absurd, irelevant, de slabă calitate sau provocator, de obicei pe rețelele sociale, forumuri⁠(d) sau alte platforme de discuții online, cu scopul de a trolla sau de a provoca reacții intense (flaming⁠(d)) cu un efort minim.
- singularitate tehnologică - moment în evoluția tehnologică (în special a inteligenței artificiale), când descoperirile revoluționare se succed tot mai rapid, încât va fi imposibilă prevederea viitorului chiar pe termen scurt; vezi și legea întoarcerilor accelerate.
- sintaxă⁠(d) - setul de reguli care definesc structura corectă a instrucțiunilor (sau declarațiilor) într-un limbaj de programare și care specifică modul în care trebuie scris codul pentru a fi corect interpretat sau compilat de către un computer.
- sistem autonom - (Autonomous System, AS) set de routere aflate sub administrare comună și cu o politică de securitate unitară.
- sistem de asistență pentru analiza resurselor geografice - vezi GRASS GIS.
- sistem de operare - (abreviat OS) ansamblu de programe care administrează resursele hardware ale calculatorului și asigură servicii comune tuturor resurselor software: de sistem, de programare, aplicative.
- sistem informatic - set de componente hardware, software și de rețea care lucrează împreună pentru a procesa, stoca, gestiona și transmite informații și date.
- Site-uri Google - vezi Google Sites.
- sit(e) web - colecție de pagini web care aparțin aceleași persoane sau aceleași organizații; altă denumire: website.
- skimmer - dispozitiv mic, atașat în mod ilegal pe partea exterioară a unui terminal de plată sau pe orificiul de card al unui bancomat și prin intermediul căruia se comite skimming-ul.
- skimming⁠(d) - tehnică utilizată în mod ilegal pentru a obține informații financiare sau alte date confidențiale de pe cardurile bancare sau de credit ale utilizatorilor; vezi și skimmer.
- social media - vezi rețea de socializare.

- Social Media Paid - termen referitor la campaniile sponsorizate de pe diverse platforme de rețele sociale (cum ar fi Facebook, Instagram, LinkedIn, Youtube), prin care un brand este impus unui public-țintă.

- sociologia Internetului - știință care aplică teoriile și metodele sociologice asupra Internetului, văzut ca sursă de informație și comunicare.
- soft(ware) - set de informații necesare funcționării unui computer; conține: sistemul de operare, programe utilitare, limbaje de programare, programe-aplicații etc.

- software de calcul simbolic - aplicație specializată în matematică și științe fizice care permite utilizatorilor să efectueze operații matematice și analize simbolice pe expresii, formule și ecuații; exemple: Mathematica⁠(d), Maple⁠(d), MATLAB, SymPy⁠(d)), Sage.

- software cu sursă deschisă - vezi open source, aplicație ~.
- spam - mesaj nesolicitat, de cele mai multe ori cu caracter comercial, de publicitate pentru produse și servicii dubioase și care se distinge prin caracterul agresiv, repetat și prin privarea de dreptul la opțiune.
- spamming - distribuirea de mesaje nesolicitate (cu conținut comercial, propagandistic, politic sau pornografic) către un număr mare de utilizatori, într-un interval de timp scurt, cu scopul de a indisponibiliza sau infecta infrastructura țintă.
- spațiu cibernetic - vezi cyberspace.
- spear phishing - tip de phishing în care ținta este bine determinată, iar atacul conține elemente personalizate de convingere a potențialelor victime.
- spionaj cibernetic⁠(en)[traduceți] - accesul neautorizat la informații cu caracter confidențial sau clasificat, stocate în cadrul unui sistem informatic, cu scopul de a fi utilizate de o entitate străină.
- spoofing⁠(en)[traduceți] - disimularea identității la transmiterea unor mesaje electronice sau la trecerea de filtrele de securitate.
- supercalculator -  calculator complex care atinge cele mai mari viteze de execuție ale timpului său, fiind alcătuit din mai multe procesoare care utilizează aceleași dispozitive periferice.
- superinteligență - inteligență artificială puternică care depășește cel mai înalt nivel de inteligență umană.
- suport de informație - obiect prin intermediul căruia se pot citi datele de intrare și scrie datele de iesire: hârtie, suportul electromagnetic, suportul optic etc.
- SVG - standard de grafică digitală.
- switch - dispozitiv care realizează interconectarea diferitelor segmente de rețea pe baza adreselor MAC; sinonim: comutator de rețea.

- switch stacabil - tip de switch de rețea care poate fi conectat (sau „stivuit”) cu alte switch-uri de același tip pentru a funcționa ca un singur switch logic.

## T
- tag - modalitatea de etichetare a unei persoane sau a unui brand în cadrul unei postări pe o rețea socială; vezi și hashtag.
- Tandem -  aplicație de schimb lingvistic pe iOS și Android care conectează cursanții de limbi străine cu vorbitori nativi.
- taste săgeți - butoane pe tastatura unui calculator, pe care sunt desenate săgeți, aflate între panoul de litere și cel cu cifre.
- teleconferință - formă de comunicare în timp real între două sau mai multe persoane aflate în locații diferite, folosind tehnologii informatice și de comunicație;, participanții pot interacționa prin intermediul vocii, videoconferinței, chat-ului sau a altor mijloace de comunicare, în funcție de facilitățile tehnologice disponibile.
- televiziune prin cablu -  sistem de distribuire a programelor de televiziune pentru abonații prin frecvență radio transmise prin cabluri coaxiale, sau de impulsuri de lumină prin cabluri de fibră optică; spre deosebire de televiziunea tradițională (televiziunea terestră), în care semnalul de televiziune este transmis în spațiu prin unde radio și recepționat de o antenă.
- teoria informației - teorie matematică a proprietăților generale ale surselor de informație, ale posibilităților de păstrare și de transmitere a informațiilor etc. (vezi și informatică).
- teoria internetului mort - teorie conspiraționistă care susține că o mare parte din conținutul de pe internetul actual este generat automat de boți⁠(d) (programe AI sau algoritmi de recomandare⁠(d)), nu de oameni reali, și că interacțiunile online sunt în mare parte simulate.[2]
- terminal - dispozitiv de intrare sau ieșire cuplat cu calculatorul, deci care permite introducerea datelor sau citirea rezultatelor.
- testare de securitate - evaluare a securității informaționale a hardware-ului, software-ului, rețelelor sau a unui sistem informațional.
- testul Turing - experiment din domeniul inteligenței artificiale care își propune să dea răspuns la întrebarea dacă mașinile de calcul pot gândi.
- text simplu - tip de date (de exemplu, conținutul unui fișier text) care conține doar caractere ale materialului lizibil, dar nu și reprezentarea sa grafică sau alte obiecte (numere în virgulă mobilă, imagini etc.).
- teza Church-Turing - afirmația conform căreia pentru orice metodă efectivă de calcul (sau algoritm) se poate construi o mașină Turing care să o calculeze, în anumite condiții.
- timp real, ~în⁠(d) - expresie care caracterizează comunicarea sau transferul de informații care au loc practic instantaneu, iar participanții pot interacționa unul cu celălalt, fără vreo diferență de timp semnificativă între trimiterea și primirea mesajelor.
- token⁠(d) - unitate de date utilizată pentru a autoriza sau verifica acțiuni, accesul la resurse sau identitatea utilizatorilor.
- tokenizare⁠(d) - proces, utilizat pentru creșterea securității datelor financiare sau a datelor personale, prin care datele sensibile sunt înlocuite cu echivalente nerecunoscute, numite token-uri, care păstrează anumite proprietăți ale datelor originale, dar fără valoare intrinsecă în afara sistemului specific.
- Tor - software liber ce permite păstrarea anonimității pe internet printr-un algoritm de rutare din aproape-în-aproape.
- transformare digitală - procesul de adoptare și implementare a tehnologiei informației de către o organizație pentru a crea produse, servicii și operațiuni noi sau pentru a le modifica pe cele existente prin transpunerea proceselor de afaceri într-un format digital.
- Transmission (client BitTorrent) - client BitTorrent care prezintă o varietate de interfețe a utilizatorului pe deasupra unui fundal multiplatformă.
- transparență radicală - practica de a face accesibile în mod deschis⁠(d) și continuu codul sursă, procesele de dezvoltare, erorile raportate și feedback-ul utilizatorilor, astfel încât toate părțile interesate să aibă o vizibilitate completă asupra modului în care software-ul este creat, gestionat și îmbunătățit, abordare încurajează responsabilitatea și participarea activă a comunității în dezvoltarea software-ului.

## U
- Undernet - vezi Deep Web.
- Uniform Resource Identifier (URI, în română "Identificator uniform de resurse") - serie de caractere folosită pentru a identifica un nume sau o resursă web; vezi și Uniform Resource Locator și Uniform Resource Name.
- Uniform Resource Locator - vezi URL.
- unitate centrală de prelucrare - (abreviere CPU) cea mai importantă componentă hardware, care are la bază un circuit integrat numit microprocesor.
- unitate de execuție - componentă a unității de procesare care realizează operațiile și calculele transmise de unitatea de instrucțiuni.
- unitate de procesare grafică - (abreviat GPU) circuit electronic specializat, conceput pentru a manevra și modifica rapid memoria pentru a accelera crearea de imagini într-un tampon de cadru destinat ieșirii pe un dispozitiv de afișare.
- upload - acțiunea de transfer a datelor, fișierelor sau informațiilor de pe un dispozitiv local (de la un client) pe un server sau într-un spațiu de stocare online, făcându-le disponibile pe internet sau într-un alt mediu; sinonim: încărcare.
- URI - vezi Uniform Resource Identifier.
- URL - (Uniform Resource Locator - "Localizator uniform de resurse") adresa la care poate fi găsită pe Internet o destinație: secvență de caractere standardizată, folosită pentru denumirea, localizarea și identificarea unor resurse de pe Internet, inclusiv documente text, imagini, clipuri video, expuneri de diapozitive, etc.
- utilizator - persoană care folosește un calculator sau un serviciu de rețea.
- UTP - vezi cablu torsadat.

## V
- videoclip - vezi clip video.
- videoconferință - formă de comunicare în timp real, utilizând tehnologia informației și comunicațiilor, între două sau mai multe persoane, în care transmisia și recepția de sunet și imagine sunt realizate simultan; vezi și teleconferință.
- Virtual Local Area Network - vezi VLAN.
- Virtual Youtuber - vezi VTuber.
- virus - program care se autocopiază pe un calculator, fără știrea utilizatorului, infectând părți din sistemul de operare sau alte programe executabile.
- viteză de transfer de date - raportul dintre cantitatea de date transmise și timpul de transmisie: {\displaystyle v_{transfer}={\frac {m_{date}}{t_{transfer}}}.}
- VLAN - (Virtual Local Area Network) rețea virtuală compusă dintr-un grup de gazde ce pot comunica indiferent de poziția acestora, ca și cum s-ar afla în același domeniu de difuzare; are aceleași atribute ca o rețea locală fizică, însă permite stațiilor să nu fie legate în același switch de rețea.
- volatilitate - caracteristică a unei memorii al cărei conținut se pierde prin dispariția tensiunii de alimentare; vezi și memorie volatilă.
- VPN - vezi rețea privată virtuală.
- VTuber - persoană care folosește un avatar pentru a crea conținut pe platforme precum YouTube, Twitch sau alte rețele sociale; altă denumire: Virtual Youtuber.
- vulnerabilitate - slăbiciune sau un defect în proiectarea, implementarea, configurarea sau gestionarea unui sistem informatic, care poate fi exploatată de atacatori pentru a compromite confidențialitatea, integritatea sau disponibilitatea datelor și a resurselor acelui sistem.

- vulnerabilitate zero-day - vezi 0-day.

## W
- Web 3.0 - vezi web semantic⁠(d).
- Web API - set de protocoale și reguli utilizate pentru a permite comunicația între diferite aplicații software, fără a fi nevoie să acceseze direct bazele de date sau serverele altor aplicații.
- web-brigadă - grup de utilizatori ai rețelei informatice internaționale, contributori sau hackeri, care intervin pe rețea pentru a promova un punct de vedere, a apăra o cauză comercială, religioasă, ideologică, politică sau alta, a șterge datele care nu le convin și a distruge saiturile sau contribuțiile contradictorilor.
- webinar - seminar sau un curs transmis live pe internet.
- web semantic⁠(d) - extensie a web-ului, care are ca scop transformarea acestuia într-un mediu de informații mai ușor de utilizat și de înțeles de către oameni și de calculatoare; informațiile sunt organizate și interconectate într-un mod mai inteligent, astfel încât să poată fi procesate automat de către calculatoare și să ofere utilizatorilor informații mai relevante și mai personalizate; altă denumire: Web 3.0.
- website - vezi site web.
- white hat - vezi hacking etic.
- Whitespace - limbaj de programare esoteric care ignoră orice caractere care nu sunt în spațiu alb.
- Wi-Fi - ansamblu de tehnologii care asigură mobilitatea conexiunii unui dispozitiv la o rețea (de exemplu, conectarea facilă, fără fire, a unui laptop la internet.
- wireless access point - vezi punct de acces fără fir.
- FWorld, fișier ~ - fișier sideral de tip text simplu cu șase linii utilizat de sistemele de informații geografice (GIS) pentru a georeferenția imaginile raster.
- World community grid - rețea de calcul public care lucrează pe proiecte de cercetare științifică.
- World Wide Web - sistem hipermedia care permite accesul la internet și al cărui mediu poate fi descris sub forma unui sistem de hypertext pentru server și client și ale cărui componente au o reprezentare sub în format HTML și sunt legate de alte documente prin intermediul adreselor tip URL.

## X
- XSS - vezi Cross Site Scripting.

## Y
- Yottabait (YB) - cea mai mare unitate de măsură utilizată pentru descrierea capacității de stocare, echivalentă cu 1024 bytes sau 1015 gigabytes (GB).

## Z
- Zero day exploit/vulnerability - vulnerabilitate a unei aplicații sau a unui sistem, care a fost descoperită de o persoană sau un grup restrâns de persoane, nefiind cunoscută de autorul acesteia și publicul larg, având posibilitatea de a o exploata (în scopuri rău intenționate), comercializa sau raporta.
- Ziua Programatorului - zi profesională internațională care se sărbătorește în a 256-a zi a fiecărui an (13 septembrie în anii obișnuiți).
- zonă - parte a memoriei centrale care înregistrează un număr oarecare de cuvinte, destinate unei întrebuințări preferențiale.